# Konrad Hollinger
Konrad Hollinger (* 26. November 1815 in Waldshut; † 26. März 1870 in Newark (New Jersey)) war ein deutscher Buchdrucker, Verleger, politischer Schriftsteller und Publizist der radikaldemokratischen Bewegung, der nach der gescheiterten Märzrevolution von 1848/49 im Großherzogtum Baden nach Nordamerika auswanderte.

## Leben
Konrad Hollinger wurde 1815 in Waldshut als Sohn eines verarmten Schreibers geboren. Wie seinem Bruder Fidel wurde ihm durch den Spitalfonds der Stadt nach dem Abschluss der höheren Bürgerschule eine Buchdruckerlehre im Verlag des Buchhändlers Wagner in Freiburg im Breisgau ermöglicht. Nach Abschluss der Lehre trat Konrad Hollinger eine Stelle als Rechtsanwaltsgehilfe in Waldshut an. Nebenberuflich verfasste er Flugschriften und Zeitungsartikel in Opposition zur Politik des reaktionären badischen Ministers Blittersdorf. Nach im März 1841 eingereichten Gesuch eröffneten die Brüder Hollinger in der auf Schweizer Gebiet gelegenen Gemeinde Jüppen einen Verlag, mit dem sie bereits Anfang Juli nach Großlaufenburg verzogen. Die von ihnen zur Umgehung der badischen Zensur in der Schweiz herausgegebene politische Zeitschrift der „Rheinbote“ vertrat radikaldemokratische Positionen und richtete sich an eine badische Leserschaft.
Ab 1842 verfasste Konrad Hollinger politische Pamphlete unter dem Pseudonym des „Altvogtes Andres“, die im Verlag der Brüder Hollinger in keiner Auflage (etwa 300 Exemplare) gedruckt wurden. Die Schriften wurden nach Baden geschmuggelt und konnten schnell abgesetzt werden. 1846 erschienen „Drei neue Lieder“ vom Altvogt Andres unter dem Titel „Badens Frühling“ Im Gegensatz zu seinem in die Schweiz verzogenen Bruder Fidel blieb Konrad Hollinger in Waldshut ansässig. Wegen wiederholter regierungskritischer Äußerungen stand er unter Beobachtung der Behörden. Im April 1848 beteiligte sich Konrad Hollinger aktiv am bewaffneten Weißhaar-Zug, der von Lottstetten zur Unterstützung der Vormärzrevolution ausgezogen war, aber bereits in Wehr aufgelöst wurde. Für dieses Engagement erhielt Konrad Hollinger eine Haftstrafe von 133 Tagen, die er in Bruchsal verbüßte. Diese Erfahrung verarbeitete Konrad Hollinger in seinem Gedichtband „Kerkerblüthen“ aus Bruchsal, erschienen bei Ferdinand Förderer (1814–1889) in Villingen.
Im Juni 1849 kandidierte Konrad Hollinger erfolglos im IV. Wahlbezirk für den revolutionären Landesausschuss in Karlsruhe. Er unterlag dem Waldshuter Anwalt Gerwas Torrent.
Nach dem Scheitern der Märzrevolution wanderte Konrad Hollinger mit seiner Frau Josepha und ihren fünf Kindern im Juli 1850 über die Schweiz in die Vereinigten Staaten von Nordamerika aus und ließ sich in Newark im Bundesstaat New Jersey nieder, das einen deutschstämmigen Bevölkerungsanteil von etwa 12,5 % hatte. Ab 1851 verlegte Konrad (nun Conrad Hollinger) das Wochenblatt „Der Nachbar“ in deutscher Sprache. 1856 folgte der „New Jersey Volksmann“, der rasch an Auflage gewann und bis 1875 täglich erschien. Mit seinen Zeitungen unterstützte Konrad Hollinger die Demokratische Partei, von der sich die Einwanderer vertreten sahen. Im Mai 1865 wurde Hollinger von einem gewissen Conrad Briner angeschossen. 1870 verstarb Conrad Hollinger in Newark als geachteter und erfolgreicher deutsch-amerikanischer Zeitungsverleger.

## Veröffentlichungen Konrad Hollingers
- Der Rheinbote, ab 1841 in Full-Jüppen bis 1843 in Großlaufenburg
- Altvogt Andres und die Badische Volkskammer im Jahre 1842: eine Schwarzwälder Wirthshausscene, Hollinger´sche Officin, Großlaufenburg, 1842, 12 S.
- Geschichte des Badischen Landtags von 1842. In einer schwarzwälder Dorfschenke erzählt, Hollinger´sche Officin, Großlaufenburg, 1842, 46 S.
- Die badische Verfassungs-Urkunde. Expliziert und zu einem Volksbuche bearbeitet von Altvogt Andres, Hollinger´sche Officin, Großlaufenburg, 1843, 46 S.
- Badens Frühling 1846: drei neue Lieder von Altvogt Andres, 1846, 14 S.
- Kerkerblüthen aus Bruchsal, Förderer, Villingen, 1848, VII, 48 S. (Digitalisat)
- Altvogt Andres und seine deutsch-katholische Gemeinde. Eine Schwarzwälder Dorfgeschichte, Förderer, Villingen, 1848, VI, 61 S.
- Der Nachbar, Wochenzeitschrift in deutscher Sprache ab 1851 in Newark, New Jersey
- Der New Jersey Volksmann, Wochenzeitung dann  Tageszeitung in deutscher Sprache ab 1856 bis zum Tod 1870 in Newark, New Jersey